# Budynek Towarzystwa Gimnastycznego „Sokół” w Brzozowie
Budynek Towarzystwa Gimnastycznego „Sokół” – zabytkowy budynek znajdujący się w Brzozowie, w województwie podkarpackim, w powiecie brzozowskim. 
Budynek był pierwotnie siedzibą gniazda Polskiego Towarzystwa Gimnastycznego „Sokół”. Obiekt został wpisany do rejestru zabytków nieruchomych województwa podkarpackiego.

## Historia
Budynek został zbudowany w latach 1909–1910, według projektu arch. Jana Sasa-Zubrzyckiego. Kamień węgielny został wmurowany 2 października 1910, a budowę prowadził Stanisław Majerski. Od 1956 roku, w budynku ma swoją siedzibę Brzozowski Domu Kultury. Mieści się przy ulicy Armii Krajowej 3.

## Architektura
Budynek murowany z cegły, nieotynkowany, wybudowany na rzucie w kształcie litery L. W rogu budynku wkomponowana została cylindryczna wieża. Na elewacji umieszczone zostały płaskorzeźby przedstawiające popiersia królów polskich i tarcze herbowe, wykonane przez Stanisława Majerskiego.